# Rymättylä

Wappen der ehem. Gemeinde Rymättylä

Rymättylä [ˈrymætːylæ] (schwed. Rimito) ist eine ehemalige Gemeinde im Schärenmeer vor der Küste Südwestfinnlands. Sie liegt auf der Insel Otava und wurde 2009 in die Stadt Naantali eingemeindet.
Die Gemeinde Rymättylä hatte unter Ausschluss der Meeresgebiete eine Fläche von 151,09 km². Sie umfasste den Südteil von Otava, die südlich vorgelagerten Inseln Airismaa und Aaslaluoto sowie insgesamt rund 400 weitere Schären und Klippen. Zuletzt hatte Rymättylä 2.165 Einwohner. Die Gemeinde war rein finnischsprachig.
Das Kirchspiel Rymättylä wurde vermutlich Anfang des 14. Jahrhunderts gegründet. Die Kirche von Rymättylä ist eine um 1510 entstandene Feldsteinkirche. Zum Jahresbeginn 2009 wurde Rymättylä zusammen mit Merimasku, der zweiten auf Otava gelegenen Gemeinde, und Velkua in die auf dem Festland gelegene Stadt Naantali eingemeindet.

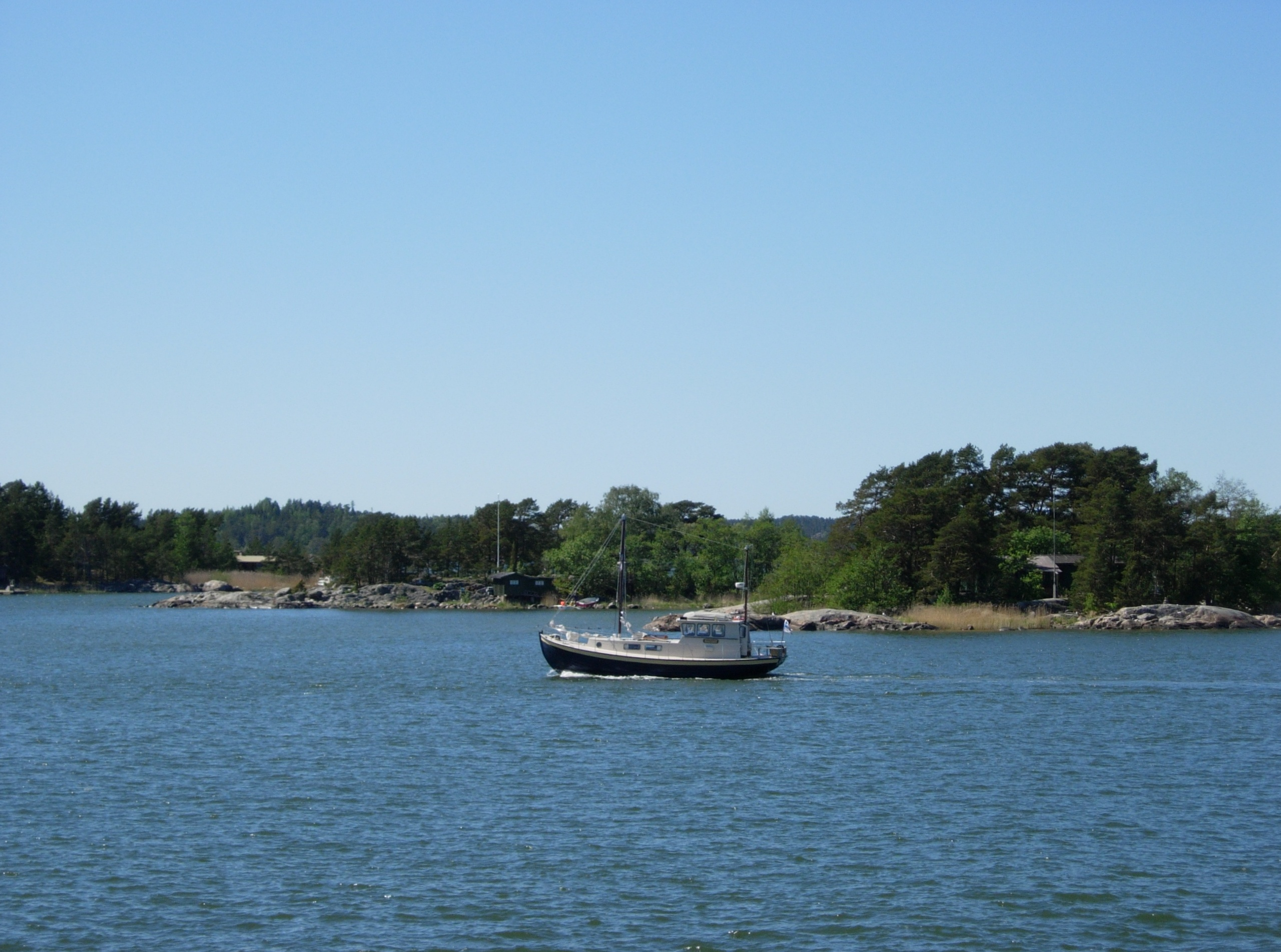
Schärenlandschaft bei Rymättylä
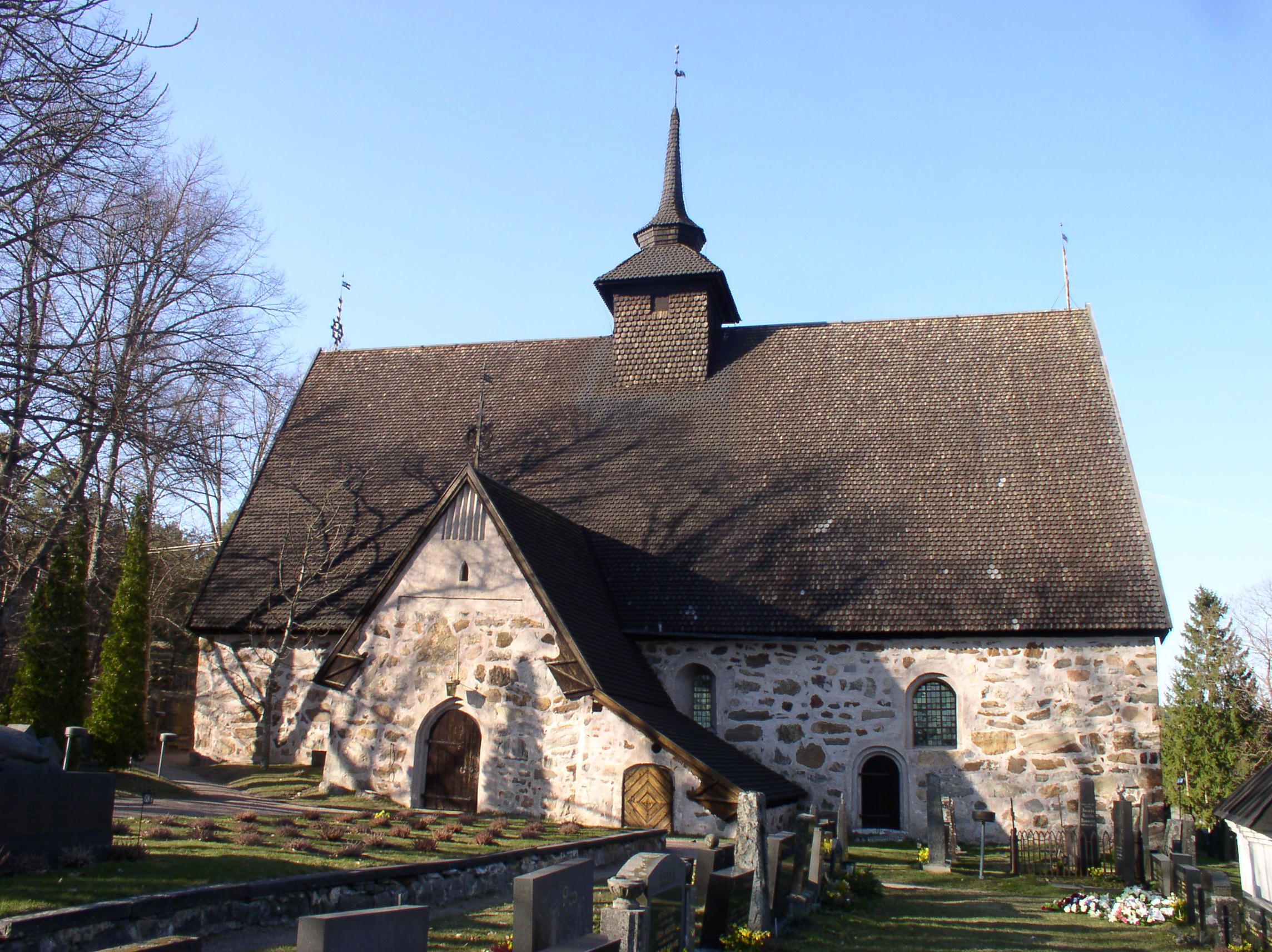
Kirche von Rymättylä